# 東開普省省長
東開普省省长是南非東開普省的政府首腦。現任東開普省省长為非洲人國民大會的奧斯卡·馬布亞內，他於2019年5月22日就任。

## 東開普省省长列表
| 任次 | 姓名              | 當選日期      | 政黨           |
| ---- | ----------------- | ------------- | -------------- |
| 1    | 雷蒙·梅拉巴       | 1994年5月7日  | 非洲人國民大會 |
| 2    | 馬肯凱西·斯托菲爾 | 1997年2月4日  | 非洲人國民大會 |
| 3    | 諾西莫·巴里德內拉 | 2004年4月26日 | 非洲人國民大會 |
| 4    | 姆布內洛·索戈尼   | 2008年8月1日  | 非洲人國民大會 |
| 5    | 諾索洛·基維埃     | 2009年5月6日  | 非洲人國民大會 |
| 6    | 普穆洛·馬蘇亞勒   | 2014年5月21日 | 非洲人國民大會 |
| 7    | 奧斯卡·馬布亞內   | 2019年5月22日 | 非洲人國民大會 |

## 外部連結
- Official website